# Врангель, Карл Карлович
Барон Карл Ка́рлович фон Вра́нгель (нем. Carl Wilhelm Gottlieb Wrangell; 1800—1872) — русский военачальник, генерал от инфантерии (30.08.1861). Герой русско-турецкой войны 1828-1829 годов, покорения Кавказа, Польской кампании 1831 года и Крымской войны.

## Биография
Происходил из древнего дворянского рода Врангелей датского происхождения, в XII веке переселившегося в Эстляндию, представители которого с XVIII века находились на русской службе. Сын барона Карла-Густава фон Врангеля (1773—1813) от первого брака с Кристиной-Елизаветой фон Вернсдорф. Родился в Людвиново (Белорусская, затем Витебская губерния). С 1810 года учился в иезуитской школе в Витебске. Оставшись после смерти отца в 1813 году сиротой, воспитывался в Императорском военном сиротском доме.
В марте 1819 года был произведён в прапорщики Учебного Карабинерного полка; в 1820 году переведён в лейб-гвардии Егерский полк.
В 1827 году отправлен на Кавказ и прикомандирован к 42-му егерскому полку. Принимал участие в русско-персидской войне 1826—1828 гг. и русско-турецкой войне 1828—1829 гг. Причём, особенно отличился при взятии Карса и Ахалцыха. 1 января 1829 года был награждён орденом Святого Георгия 4-й степени за № 4251.
Вернувшись после войны в лейб-гвардии Егерский полк, он участвовал с ним в Польской кампании 1831 года. За отличие при штурме Варшавы удостоен золотой сабли с надписью «За храбрость». В 1834 году произведён в полковники.
В 1837 году снова отправлен на Кавказ. Назначен командиром Эриванского полка. Принимал участие в военных экспедициях против горцев. 10 октября 1843 года был произведён в генерал-майоры и назначен командиром Резервной гренадерской бригады Отдельного Кавказского корпуса.
1849 год — назначен командующим 21-й пехотной дивизией. 6 декабря 1851 года — произведён в генерал-лейтенанты. В 1853 году назначен начальником Ахалцыхского отряда, в 1854 году — Эриванского отряда.

Последним подвигом его был разгром 15-тысячного турецкого корпуса Селим-паши на Чингильских высотах (17 июля 1854 года): причём, он был ранен пулей в берцовую кость. Через два дня без боя занял Баязет. 
В воздаяние отличной храбрости, примернаго мужества и распорядительности, оказанных в блистательной победе, одержанной 17 июля на высотах Чингильских, где вступил в бой с 12-тысячным корпусом Селим-паши и, несмотря на отчаянное сопротивление неприятеля, наголову разбил этот корпус
 — таков текст Высочайшего указа от 5 августа 1854 года о награждении Карла Карловича орденом Святого Георгия 3-й степени за № 481.
По излечении от раны Врангель был назначен начальником резервной дивизии 6-го пехотного корпуса и командующим войсками, расположенными от Николаева до Перекопа. После Крымской войны был назначен начальником 3-й пехотной дивизии, затем командовал 4-м армейским корпусом.
30 августа 1861 года произведён в генералы от инфантерии.
В 1862 году временно командовал войсками Киевского военного округа, затем был назначен членом Военного совета и инспектором войск. 19 апреля 1864 года награждён орденом Святого Александра Невского.
По случаю 50-летнего юбилея служебной деятельности, 25 марта 1869 года, Карл Карлович Врангель был удостоен звания генерала, состоящего при Особе Его Величества.
Скончался 5 (17) сентября 1872 года в Гродно.

## Семья
- Женился 14 мая 1829 года на Каролине Антоновне фон Тизенгаузен.
- В браке родилось трое детей: Николай (1830—?), Павел (1834—?), Елена.

## Награды
Российские:
- Орден Святого Владимира 4-й степени с бантом (16.11.1828)
- Орден Святого Георгия 4-й степени за отличие при взятии Карса (01.01.1829)
- Орден Святой Анны 2-й степени (25.06.1831)
- Золотая полусабля с надписью "За храбрость" (25.06.1831)
- Императорская корона к ордену Святой Анны 2-й степени (15.01.1832)
- Знак отличия за военное достоинство 4-й степени (1832)
- Орден Святого Станислава 2-й степени (04.10.1835)
- Орден Святого Владимира 3-й степени (22.04.1839)
- Орден Святого Станислава 1-й степени (13.03.1848)
- Орден Святой Анны 1-й степени (10.08.1848)
- Императорская корона к ордену Святой Анны 1-й степени (20.11.1850)
- Орден Святого Георгия 3-й степени (05.08.1854)
- Орден Святого Владимира 2-й степени с мечами за отличие в Крымской войне (26.08.1856)
- Орден Белого орла (1857)
- Орден Святого Александра Невского (19.04.1864)
- Бриллиантовые знаки к ордену Святого Александра Невского (27.04.1867)

Иностранные:
- Прусский орден Красного орла 3-го класса (1835)